# Syndicat de la presse départementale
Le Syndicat de la presse départementale a été fondé en janvier 1870 par des journaux souhaitant être mieux représentés face à la puissance du ministère des postes, chargé de la gestion du télégraphe en pleine expansion.

## Histoire
Appelé aussi « Syndicat de la Presse républicaine départementale de France », il obtiendra en 1878 la fin du monopole d’État en France et les lois de mars et avril 1878 instituant un tarif réduit pour les dépêches transmises de 16 heures à 10 heures, par le télégraphe, dans le sillage du Telegraph Act de 1869 instituant en Angleterre des tarifs attractifs pour les agences de presse, puis la suppression d'une taxe-timbre sur les journaux en France.
Neuf ans après, l'Association de la presse républicaine départementale est fondée en 1879 à Paris par le journaliste Edgar Monteil. Ce sera la composante la plus importante et la plus militante du Syndicat de la presse quotidienne départementale. Les journaux départementaux veulent une extension du réseau télégraphique français, long de 51 600 kilomètres en 1875. En 1885, l'Association de la presse républicaine départementale, avec le patron de La Gironde, Jules Chapon, est à l'instigation de la création de l'Agence télégraphique républicaine.
La création de ces associations « accompagne la victoire électorale et institutionnelle d'un républicanisme de combat », selon l'historien de la presse Laurent Martin. 
Syndicat de la presse départementale' s'effacera ensuite en 1944 devant un nouveau Syndicat de la presse quotidienne départementale réservé cette fois aux quotidiens.